# Věra Dulovová
Věra Georgijevna Dulovová (rusky Вера Георгиевна Дулова, 27. ledna 1909 Moskva – 5. ledna 2000 tamtéž) byla ruská harfistka.
Pocházela ze šlechtického rodu Dulovových. Její otec učil na moskevské konzervatoři, matka byla pěvkyní v Mariinském divadle. Jejími učitelkami hry na harfu byly Xenija Erdelli a Marija Korčinská, v letech 1927 až 1929 studovala v Berlíně u Maxe Saala. Po návratu do Sovětského svazu hrála v moskevské filharmonii a v roce 1932 se stala sólistkou Velkého divadla, kde působila až do roku 1985.
V roce 1955 koncertovala na driftující výzkumné stanici Severní pól 4 a získala titul čestného polárníka. Spolupracovala s Dmitrijem Šostakovičem, Benjaminem Brittenem a Paulem Hindemithem, Alexandr Mosolov pro ni napsal Taneční suitu. Její repertoár zahrnoval více než tři stovky skladeb. V roce 1964 iniciovala vznik Všesvazové společnosti harfistů. Působila také jako hudební pedagožka a vydala učebnici hry na harfě. O její metodě výuky byl v roce 1986 natočen dokumentární film.
V roce 1973 jí byla udělena Státní cena SSSR, v roce 1976 byla jmenována národní umělkyní SSSR a v roce 1995 se stala nositelkou Řádu přátelství. Po její smrti se začala v Moskvě pořádat Mezinárodní soutěž harfistů Věry Dulovové.
Jejím manželem byl barytonista Velkého divadla Alexandr Baturin.